# Phaenolobus araxicola
Phaenolobus araxicola är en stekelart som beskrevs av Dmitriy R. Kasparyan 1985. Phaenolobus araxicola ingår i släktet Phaenolobus och familjen brokparasitsteklar. Inga underarter finns listade i Catalogue of Life.